# ستيفن تانزلي
ستيفن ديل تانزلي (بالإنجليزية: Steven D. Tanksley)‏ (من مواليد 7 أبريل 1954) هو كبير مسؤولي التكنولوجيا في النباتات المحسنة من مصدر الطبيعة. عمل تانزلي كأستاذ في الجمعية الأمريكية لعلوم البساتين لتربية النباتات والقياسات الحيوية ورئيس فرقة عمل مبادرة الجينوم في كلية الزراعة وعلوم الحياة بجامعة كورنيل. وهو حاليًا أستاذ فخري بجامعة كورنيل.